# Chojno (Szamotuły)
Pour les articles homonymes, voir Chojno.
Chojno ou Chojno-Wieś (prononciation : [ˈxɔi̯nɔ]) est un village polonais de la gmina de Wronki dans la powiat de Szamotuły de la voïvodie de Grande-Pologne dans le centre-ouest de la Pologne.
Il se situe à environ 12 kilomètres à l'ouest de Wronki (siège de la gmina), 28 kilomètres au nord-ouest de Szamotuły (siège du powiat), et à 59 kilomètres au nord-ouest de Poznań (capitale de la Grande-Pologne).

## Histoire
De 1975 à 1998, le village faisait partie du territoire de la voïvodie de Piła.
Depuis 1999, Chojno est situé dans la voïvodie de Grande-Pologne.
Le village possède une population de 310 habitants en 2008.